# Катержина Разимова
Катержина Разимова (до шлюбу Берушкова) (10 вересня 1991 , Домажлиці ) — чеська лижниця. Учасниця зимових Олімпійських ігор 2018.

## Результати за кар'єру
Усі результати наведено за даними Міжнародної федерації лижного спорту.

### Олімпійські ігри
| Рік  | Вік | 10 км індивідуальні пер. | 15 км скіатлон | 30 км мас-старт | Спринт | 4 × 5 км естафета | Командна першість спринт |
| ---- | --- | ------------------------ | -------------- | --------------- | ------ | ----------------- | ------------------------ |
| 2018 | 26  | 45                       | 38             | 23              | 26     | 11                | 11                       |

### Чемпіонати світу
| Рік  | Вік | 10 км індивідуальні пер. | 15 км скіатлон | 30 км мас-старт | Спринт | 4 × 5 км естафета | Командна першість спринт |
| ---- | --- | ------------------------ | -------------- | --------------- | ------ | ----------------- | ------------------------ |
| 2017 | 25  | 28                       | 27             | 27              | —      | 11                | —                        |
| 2019 | 27  | 37                       | 29             | 37              | —      | 11                | —                        |
| 2021 | 29  | 25                       | 14             | 19              | —      | 8                 | 8                        |

### Кубки світу

#### Підсумкові місця в Кубку світу за роками
| Сезон | Вік | Місце в дисципліні | Місце в дисципліні | Місце в дисципліні | Місце в Скі Тур | Місце в Скі Тур | Місце в Скі Тур | Місце в Скі Тур   | Місце в Скі Тур |
| Сезон | Вік | Загалом            | Дистанція          | Спринт             | Nordic Opening  | Тур де Скі      | Скі Тур 2020    | Фінал Кубка світу | Скі Тур Канада  |
| ----- | --- | ------------------ | ------------------ | ------------------ | --------------- | --------------- | --------------- | ----------------- | --------------- |
| 2014  | 22  | НК                 | —                  | НК                 | —               | —               | Н/Д             | —                 | Н/Д             |
| 2016  | 24  | НК                 | НК                 | —                  | —               | —               | Н/Д             | Н/Д               | —               |
| 2017  | 25  | НК                 | НК                 | НК                 | 56              | НФ              | Н/Д             | —                 | Н/Д             |
| 2018  | 26  | 82                 | 59                 | НК                 | —               | 32              | Н/Д             | —                 | Н/Д             |
| 2019  | 27  | 60                 | 43                 | НК                 | 48              | 23              | Н/Д             | —                 | Н/Д             |
| 2020  | 28  | 28                 | 20                 | 76                 | 9               | НФ              | —               | Н/Д               | Н/Д             |
| 2021  | 29  | 19                 | 15                 | 59                 | 22              | 10              | Н/Д             | Н/Д               | Н/Д             |